# Alexandre Cabral
José dos Santos Cabral (Lisboa, 17 de outubro de 1917 – Lisboa, 21 de novembro de 1996), de pseudónimo literário Alexandre Cabral, foi um escritor português.

## Biografia
De seu verdadeiro nome José dos Santos Cabral, frequentou o Instituto Profissional dos Pupilos do Exército (atual Instituto Militar dos Pupilos do Exército), mas decidiu empregar-se aos quinze anos, exercendo várias profissões, chegando mesmo a emigrar para o ex-Congo Belga, onde permaneceu três anos. Após o seu regresso a Portugal, foi redator de uma agência noticiosa e esteve ligado à indústria farmacêutica como delegado de propaganda médica e chefe de escritório. Mais tarde, empregou-se numa agência de publicidade, ao mesmo tempo que frequentava a Faculdade de Letras da Universidade de Lisboa, onde se licenciou em Ciências Histórico-Filosóficas.
Ligado à corrente literária neorrealista, acabou por se especializar como grande e profundo conhecedor da obra de Camilo Castelo Branco, a quem dedicou, na anotação, fixação de textos e recolha de vastíssima correspondência e polémicas literárias, dezenas e dezenas de anos de permanente estudo e investigação. Esta atuação como estudioso e investigador da obra camiliana culminou na elaboração de um Dicionário de Camilo.
Além de regular colaboração em revistas e jornais, fez parte dos corpos diretivos de importantes instituições ligadas à política ou à cultura, tendo sido elemento preponderante na formação da Sociedade Portuguesa de Escritores, a cuja primeira direção, presidida por Aquilino Ribeiro, pertenceu. Dedicou-se também à atividade de tradutor literário, sendo de destacar o trabalho feito na divulgação em português de obras, entre outros, de Roger Martin du Gard, Anatole France, Claude Roy, Jaroslav Hasek e Mikail Sadoveanu. Prefaciou ainda obras de vários escritores portugueses e tem colaboração dispersa em livros de homenagem ou de intervenção política e cultural, com depoimentos literários de relevante importância. Nos seus primeiros romances, usou o pseudónimo Z. Larbak.
Viveu uma boa parte da sua vida no Bairro de São Miguel, mais propriamente na Rua Frei Tomé de Jesus, na freguesia de Alvalade, em Lisboa. Além de escritor e investigador, foi também um homem empenhado na luta pela democracia em Portugal.
A 10 de junho de 1991, foi agraciado com o grau de Grande-Oficial da Ordem do Infante D. Henrique, pelo Presidente da República Mário Soares.

## Obras publicadas

### Contos e romances
- 1937 - Cinzas da Nossa Alma
- 1938 - Contos Sombrios
- 1942 - O Sol Nascerá um Dia
- 1947 - Contos da Europa e da África
- 1949 - Fonte da Telha
- 1953 - Terra Quente
- 1955 - Malta Brava
- 1956 - Histórias do Zaire
- 1961 - Margem Norte
- 1970 - Memórias de um Resistente

### Peça de teatro
- 1959 - As Duas Faces

### Obras camilianas
- 1962-1970 - As Polémicas de Camilo (reeditado em 1981-1982)
- 1978 - Estudos Camilianos
- 1980 - CCB Roteiro Dramático de um Profissional das Letras
- 1984 - Correspondência (não concluída)
- 1986 - Subsídio para uma Interpretação da Novelística Camiliana
- 1989 - Dicionário de Camilo Castelo Branco

### Literatura infantojuvenil
- 1981 - A Quinta do Meu Avô